# Nicolás de Bussy
Nicolás de Bussy (Estrasburgo, 1640 - Valencia diciembre 1706) fue un escultor barroco que trabajó en España en la segunda mitad del siglo XVII. Llegó a España en 1659, estableciéndose en Valencia en 1662, para pasar después por diferentes lugares del Levante español.
Trabajó fundamentalmente en obras de imaginería religiosa, aunque se conoce también su autoría en las fachadas de algunos edificios destacados de la época.

## Biografía

### Origen y formación
Nicolás de Bussy y Mignan nació en Estrasburgo, a mediados del siglo XVII. Aunque diversos autores especularon en su día con un origen diferente, la publicación del documento de su acta matrimonial refleja con absoluta claridad su nacimiento en la localidad alsaciana, perteneciente hasta 1681 al Sacro Imperio Romano Germánico.
No hay tampoco acuerdo en lo relativo a su año de nacimiento. Diversas biografías fijan como año de nacimiento el de 1651, una fecha absolutamente incompatible con su llegada a España, ya como escultor, en el año 1659. Se cree pues que su nacimiento se situaría en torno al año 1640.
A la formación inicial que pudo adquirir en su localidad natal, vinculada a un naciente barroco en el ámbito protestante, se uniría más tarde su conocimiento del arte italiano debido a su estancia en Roma en 1657.

### Llegada a España
Se ha vinculado tradicionalmente su llegada a España con Juan José de Austria, con el que habría coincidido en Italia, aunque ese dato implicaría que su estancia en aquella tierra habría tenido lugar una década antes, puesto que Juan José de Austria estuvo en Nápoles o Sicilia entre 1646 y 1651.
Ya en Madrid trabajaría en la corte en los últimos años de Felipe IV y durante la regencia de Mariana de Austria, en el inicio del reinado de Carlos II, cuando sería nombrado "escultor de cámara".

### Escultor en el Levante español
En enero de 1662, Nicolás de Bussy se establece en Valencia, inscribiéndose en el gremio de carpinteros e incorporándose al taller del escultor local Tomás Sanchís.
Apenas hay datos de su trabajo en aquella ciudad, e incluso se piensa que pudo desplazarse a Granada antes de afincarse en Alicante, ciudad donde ya hay constancia de su residencia en 1674 y en la que dos años más tarde contrajo matrimonio con Micaela Gómez.
En 1688 habría fijado su residencia en Murcia, donde realiza en los años siguientes diversos pasos procesionales, fundamentalmente para la Archicofradía de la Sangre.

### Otras actividades al margen de la escultura
A finales del siglo XVII, durante su residencia en Murcia, consta su participación junto a otros dos artistas (el platero Enrique Picart y el arquitecto Toribio Martínez de la Vega) en un negocio de minería en la localidad almeriense de Huércal-Overa en torno al año 1699. En ese ámbito mantuvo un regular contacto con el gremio de comerciantes genoveses del que formaba parte Antonio María de Montanaro, claramente posicionado durante la Guerra de Sucesión con el bando austracista.
La victoria borbónica y la proclamación como rey de España de Felipe V conllevó el exilio para muchos de aquellos, un exilio que en parte eludió Nicolás de Bussy, hombre de notables sentimientos religiosos, al profesar -ya viudo- como fraile en 1706, primero como cartujo y poco después en la Orden de la Merced, de la que formaba parte cuando tuvo lugar su fallecimiento en Valencia en diciembre de ese mismo año.

## Obra

### Estilo y técnica
Su trabajo como escultor se desarrolla en el momento de máximo esplendor del Barroco y, ese estilo artístico aparece claramente reflejado en toda su obra. Su formación inicial tendría una clara influencia en las corrientes que se desarrollaban en Italia o en el clasicismo francés, con la clara referencia de un escultor casi coetáneo del estrasburgués, Gian Lorenzo Bernini, aunque todas estas influencias parecen más relacionadas con el trabajo en piedra que realizó como escultor de corte.
Su amplísimo conocimiento de la anatomía humana está muy por encima del trabajo de otros escultores que trabajarían en aquellos años en España y denota probablemente una formación inicial y una técnica mucho más propia de su Estrasburgo natal que de la zona en que desarrolló, años más tarde dicha capacidad.

### Obras más destacadas

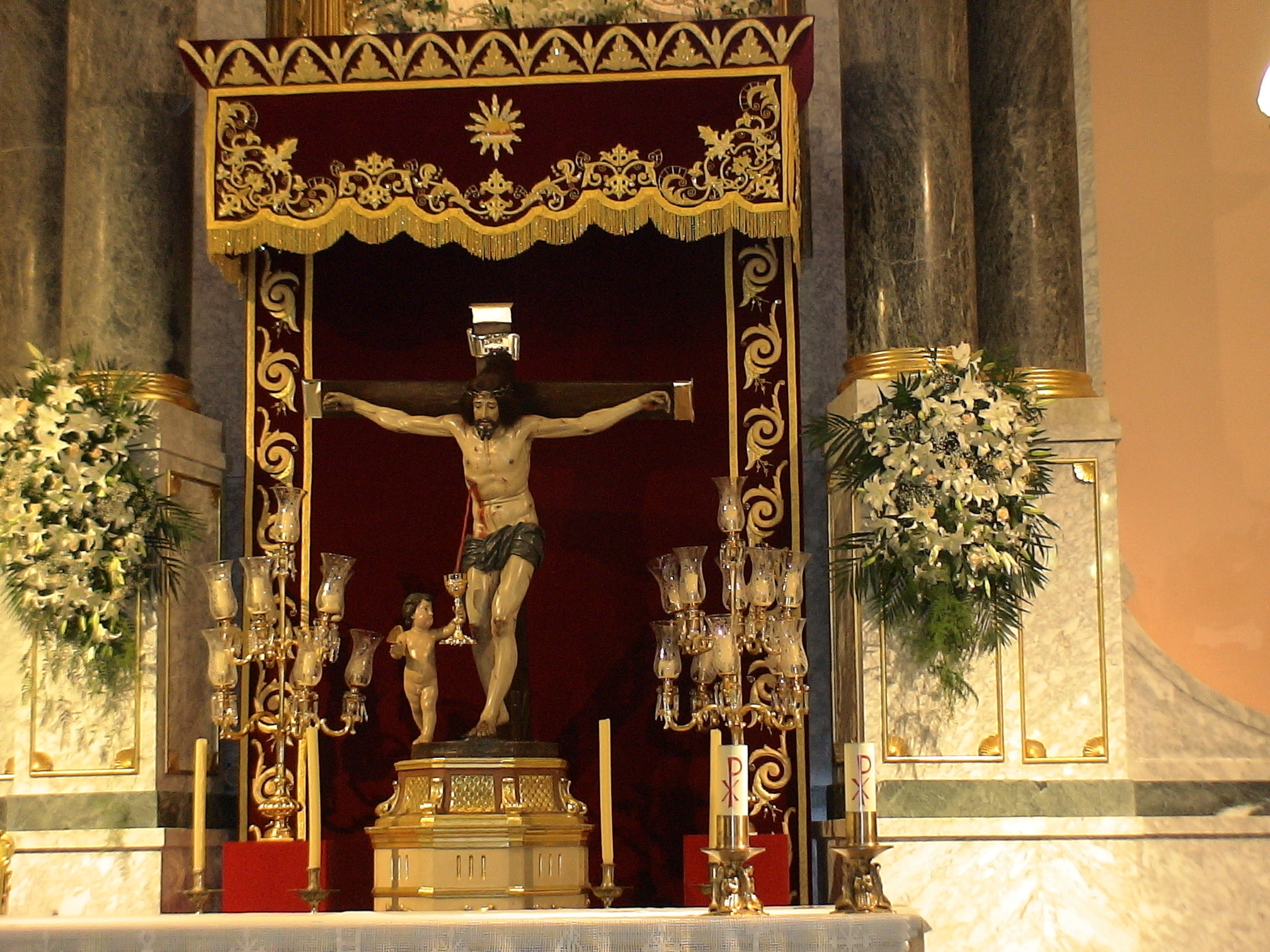
Cristo de la Sangre, 1693. Archicofradía de la Sangre, Iglesia del Carmen (Murcia).

No existe un inventario exhaustivo de la obra realizada por Nicolás de Bussy, e incluso, tras la victoria de los borbones en la Guerra de Sucesión se constata que el inventario de alguna de ellas se "olvida" intencionadamente la autoría del estrasburgués, como sucederá con la imagen de San Fernando en la Catedral de Murcia.
Algunas de las esculturas más relevantes que realizó son las los pasos procesionales para la Archicofradía de la Sangre de Murcia (La Negación -1689-, el Cristo de la Sangre -1693-, El Pretorio -1695- y una Virgen de la Soledad destruida en 1936), El Triunfo de la Cruz ("La Diablesa") -1695- en Orihuela, donde algunos autores le atribuyen también la imagen del Cristo de Zalamea, las de San Francisco Javier en las iglesias murcianas de San Bartolomé y Santo Domingo -1700-, el San Francisco de Borja de la iglesia de San Esteban de Murcia (hoy en el Museo de Bellas Artes) y diversas tallas de Jesús Nazareno como las que realizó para Elche  o las que se le atribuyen para la Cofradía Marraja de Cartagena o las localidades de Calasparra o Albudeite.
Junto a ellas es necesario mencionar su trabajo en la fachada de algunos edificios como la Basílica de Santa María de Elche, el Palacio de Guevara de Lorca o la Basílica de Nuestra Señora del Socorro en (Aspe).